# Кривоборский, Фёдор Иванович
Князь Фёдор Иванович Кривоборский — голова, воевода и наместник во времена правления Ивана IV Васильевича Грозного, Фёдора Ивановича и Бориса Годунова.
Из княжеского рода Кривоборские. Четвёртый из пяти сыновей князя Ивана Александровича Кривоборского. Имел братьев князей: в 1545 году есаул в Казанском походе — Андрея, в 1576—1577 годах первый воевода в Астрахани —Василия Большого, в 1545 году рында с государевой рогатиной в Казанском походе — Ивана и воеводу — Василия Меньшого.

## Биография

### Служба Ивану Грозному
В 1565 году подвергнут опале и сослан в Свияжск, где владел вместе с братьями в Свияжском уезде селом Новое Дикое, но вскоре был прощён. В этом же году выступил поручителем по Льву Андреевичу Салтыкову и его сыновьям Михаиле и Иване, в их верности. С весны 1576 года по «крымским вестям» сперва голова, а потом первый воевода Большого полка в Серпухове при боярине Петре Васильевиче Морозове. С марта 1577 по 1579 год воевода в Ряжске и велено ему по вестям сходиться с другими окраинными воеводами и быть сперва воеводой Сторожевого полка, а после воеводой Большого полка. В августе 1579 года отправлен третьим воеводой Большого полка против войск Речи Посполитой подошедших к Полоцку и указано князю Фёдору Ивановичу быть ему четвёртым воеводой Большого полка в Полоцке «в городе и за городом». В 1577—1579 годах упомянут ряжским наместником. В 1580 году первый воевода в Михайлове, а по соединении с другими воеводами указано ему быть воеводой Большого полка. В мае этого же года второй береговой воевода Сторожевого полка на Оке для охранения от прихода крымцев. Место определено за Окою у Святого Антония между Тулой и Серпуховым. В этом же году упомянут вторым воеводой в Пскове, затем во Ржеве, где в феврале местничал с князем Владимиром Ивановичем Бахтеяровым-Ростовским. В 1581 году воевода полка стоящего в Жуколе, против польско-литовский войск, а по перемене воевод определено быть ему воеводой в Старой Рузе, который осадой взяли войска Стефана Батория. В 1582 году первый осадный воевода в Орешке. В 1583 году годовал воеводой в Новгород-Северском, где и упомянут в это время его наместником.

#### Служба Фёдору Ивановичу
В сентябре 1585 года первый воевода в Великих Луках. В 1591 году воевода в Кузмодемьянске. В 1594 году показан в дворянах, сидел девятым в Ответной палате при немецком посланнике. В 1595 году вновь воевода в Кузмодемьянске. В 1596 году послан описывать и мерить земли в Костроме за Волгой.

##### Служба Борису Годунову
В мае 1598 года отправлен с мордвой и стрельцами к Лихвинской и Кужлинской засекам для охранения во время похода по «крымским вестям». В 1599 году пристав у царевича Араслана Кайбулатовича во время похода в Серпухов.
По родословной росписи показан бездетным.

## Критика
Не путать с бездетным князем Фёдором Ивановичем Кривоборским по прозванию «Лайло», упомянутого в 1492 и 1495 годах в государевых новгородских походах.